# کالو-آیری
کالو-آیری (انگلیسی: Kalu-Ayry) یک شهرک در شهرستان ایشیمبایسکی استان باشقیرستان کشور روسیه است.